# Enstakaberget
Enstakaberget är ett naturreservat i Älvsbyns kommun i Norrbottens län.
Området är naturskyddat sedan 2010 och är 0,9 kvadratkilometer stort. Reservatet omfattar en brant nordvästsluttning av Enstakaberget ned från sjön Västertjärnen mellan de två mindre höjderna Västra- och Östra Tallberget. Reservatet består av blandskog och tallskog. 